# Storflåtan
Der Storflåtan ist ein See in der Kommune Ringerike in der Provinz Buskerud in Norwegen.